# Михайло-Заводське
Михайло-Заводське́ — село в Україні, в Апостолівській міській територіальній громаді Криворізького району Дніпропетровської області.
Населення — 842 мешканці.

## Географія
Село Михайло-Заводське знаходиться на правому березі річки Кам'янка. На західному півдні межує з містом Апостолове, на сході з селом Кам'янка, та на півночі з селом Михайлівка. По селу протікає пересихаючий струмок з загатою. Поруч проходить автомобільна дорога Т 0419.

## Історія
Станом на 1886 рік у селі Михайлівської волості Херсонського повіту Херсонської губернії мешкало 579 осіб, налічувалось 80 дворів, існувала православна церква.
Під час голодомору 1932—1933 років Михайло-Заводське, як і більшість сіл регіону зазнали значних людських втрат.

## Населення
Згідно з переписом УРСР 1989 року чисельність наявного населення села становила 1075 осіб, з яких 491 чоловік та 584 жінки.
За переписом населення України 2001 року в селі мешкали 934 особи.

### Мова
Розподіл населення за рідною мовою за даними перепису 2001 року:
| Мова       | Відсоток |
| ---------- | -------- |
| українська | 95,34 %  |
| російська  | 3,07 %   |
| білоруська | 1,27 %   |
| гагаузька  | 0,11 %   |
| молдовська | 0,11 %   |

## Об'єкти соціальної сфери
- Школа.

## Релігія
Пам'ятка архітектури — Храм Різдва Пресвятої Богородиці Криворізької єпархії РПЦ в Україні, зведений за проектом італійського архітектора 1908 року знаходиться за адресою вулиця Шкільна, 2-А.

## Відомі люди
Ольга Гребенюк — перша жінка в Дніпропетровській області, яка носить звання Майстра спорту України з гирьового спорту.
- Долотій Дем’ян Юрійович — поручник Армії УНР.